# Vers une architecture
Vers une architecture, în română Către o arhitectură, titlu tradus uneori incorect prin Către o nouă arhitectură (deși [În]spre o [nouă] arhitectură este o altă posibilă dublă variantă de traducere), este o culegere de eseuri despre arhitectură, scrise de Le Corbusier, la diferite momente ale evoluției sale artistice și publicată prima dată în 1923. 
Eseurile, care au apărut inițial în revista franceză de arte L'Esprit Nouveau (editată de trioul franco - belgian Le Corbusier, Paul Dermée și Amédée Ozenfant), a enunțat principiile arhitecturale ale lui Le Corbusier pentru epoca modernă.
Ideea majoră a ciclului este realizarea unei arhitecturi contemporane a timpului său și nu a unei arhitecturi dictate de perioadele clasice ale arhitecturii (antice și/sau moderne) sau ale Renașterii.

## Importanță
Inițial publicată în 1923, Vers une architecture rămâne una din culegerile de texte esențiale ale arhitecturii moderne. Autorul de cărți arhitecturale Reyner Banham definește lucrarea teoretică a lui Le Corbusier ca fiind „Singura scriitură arhitecturală care va fi considerată printre textele literaturii esențiale a secolului al 20-lea”.